# العلاقات الأفغانية العراقية
العلاقات الأفغانية العراقية هي العلاقات الثنائية التي تجمع بين أفغانستان والعراق. وفي أيلول سنة 1934 أُبرمت معاهدة الوُد والصداقة الدائمة بين الحكومتين الأفغانية والعراقية

## مقارنة بين البلدين
هذه مقارنة عامة ومرجعية للدولتين:
| وجه المقارنة                                              | أفغانستان                    | العراق                       |
| --------------------------------------------------------- | ---------------------------- | ---------------------------- |
| المساحة (كم2)                                             | 652.23 ألف                   | 437.07 ألف                   |
| عدد السكان (نسمة)                                         | 34.94 مليون                  | 38.27 مليون                  |
| الكثافة السكانية (ن./كم²)                                 | 53.57                        | 87.56                        |
| العاصمة                                                   | كابل                         | بغداد                        |
| اللغة الرسمية                                             | اللغة البشتوية، اللغة الدرية | اللغة العربية، اللغة الكردية |
| العملة                                                    | أفغاني                       | دينار عراقي                  |
| الناتج المحلي الإجمالي (بليون دولار)                      | 20.82 مليار                  | 197.72 مليار                 |
| الناتج المحلي الإجمالي (تعادل القوة الشرائية) بليون دولار | 62.62 مليار                  | 560.73 مليار                 |
| الناتج المحلي الإجمالي الاسمي للفرد دولار أمريكي          | 594                          | 4.94 ألف                     |
| الناتج المحلي الإجمالي للفرد دولار أمريكي                 | 1.93 ألف                     | 15.06 ألف                    |
| مؤشر التنمية البشرية                                      | 0.479                        | 0.654                        |
| رمز المكالمات الدولي                                      | +93                          | +964                         |
| رمز الإنترنت                                              | .af                          | .iq                          |
| المنطقة الزمنية                                           | ت ع م+04:30                  | ت ع م+03:00، ت ع م+04:00     |

## منظمات دولية مشتركة
يشترك البلدان في عضوية مجموعة من المنظمات الدولية، منها:
| علم المنظمة | اسم المنظمة                        | تاريخ انضمام أفغانستان | تاريخ انضمام العراق |
| ----------- | ---------------------------------- | ---------------------- | ------------------- |
|             | مؤسسة التنمية الدولية              | 2 فبراير 1961          | 29 ديسمبر 1960      |
|             | يونسكو                             | 4 مايو 1948            | 21 أكتوبر 1948      |
|             | وكالة ضمان الاستثمار متعدد الأطراف | 16 يونيو 2003          | 6 أكتوبر 2008       |
|             | الأمم المتحدة                      | 19 نوفمبر 1946         | 21 ديسمبر 1945      |
|             | الاتحاد البريدي العالمي            | ?                      | ?                   |
|             | البنك الدولي للإنشاء والتعمير      | 14 يوليو 1995          | 27 ديسمبر 1945      |
|             | منظمة التعاون الإسلامي             | ?                      | ?                   |
|             | منظمة حظر الأسلحة الكيميائية       | ?                      | ?                   |
|             | مؤسسة التمويل الدولية              | 23 سبتمبر 1957         | 27 ديسمبر 1956      |
|             | الاتحاد الدولي للاتصالات           | 12 أبريل 1928          | 12 نوفمبر 1928      |
|             | منظمة الشرطة الجنائية الدولية      | ?                      | ?                   |

## أعلام
هذه قائمة لبعض الشخصيات التي تربطها علاقات بالبلدين:
- مقاتل بن سليمان (القرن الثامن – 767)

## وصلات خارجية
- موقع وزارة الخارجية الأفغانية
- موقع وزارة الخارجية العراقية